# 491年
| 千纪： | 1千纪                                                                                           |
| 世纪： | 4世纪 \| 5世纪 \| 6世纪                                                                         |
| 年代： | 460年代 \| 470年代 \| 480年代 \| 490年代 \| 500年代 \| 510年代 \| 520年代                       |
| 年份： | 486年 \| 487年 \| 488年 \| 489年 \| 490年 \| 491年 \| 492年 \| 493年 \| 494年 \| 495年 \| 496年 |
| 纪年： | 辛未年（羊年）；北魏太和十五年；柔然太平七年；南朝齐永明九年；高昌建初三年                      |

## 大事记
- 魏孝文帝依五德終始說正式確定北魏屬水德。[1]

## 逝世
- 芝諾（約425年－491年，66岁），東羅馬帝國皇帝。